# Даріо Тамбуррано
Да́ріо Тамбурра́но (італ. Dario Tamburrano; нар. 27 серпня 1969, Рим) — італійський політик і стоматолог, депутат Європейського парламенту з 2014.
У 1996 році він здобув ступінь зі стоматології в Римському університеті ла Сапієнца, він працював стоматологічним консультантом.
Брав участь у політичній діяльності в межах Руху п'яти зірок.